# Аскеров, Тимур Вагифович
Тимур Вагифович Аскеров (род. 31 марта 1990, Баку, Азербайджан) — российский, азербайджанский артист балета, танцор, заслуженный артист Азербайджана (2018), Премьер Мариинского театра (с 2015), лауреат премии «Душа танца» в номинации «Восходящая звезда» (2012), Лауреат XII Международного конкурса артистов балета и хореографов в Москве (I премия, 2013).

## Биография
Тимур Аскеров родился 31 марта 1990 года в Баку.
Будущий танцор с детства увлекался народными танцами, а затем перешел к профессиональной хореографии и окончил Бакинское хореографическое училище в 2008 году.
После получения образования на протяжении года выступал в в труппе Азербайджанского государственного академического театра оперы и балета им. М. Ф. Ахундова.
Затем в 2009 году перешел в труппу Национального академического театра оперы и балета Украины им. Т. Шевченко.
В 2011 прошел кастинг и попал в труппу Мариинского театра, а в 2015 году стал ведущим солистом (Премьер). Тимур стал стал одним из тех, на ком «держится» весь костяк классического репертуара: Альберт в «Жизели», Дезире в «Спящей красавице», Солор в «Баядерке», Зигфрид в «Лебедином озере», Жан де Бриен в «Раймонде», Базиль в «Дон Кихоте», Принц в «Щелкунчике».
В 2015 году на сцене Большого театра России Тимур Аскеров исполнил партию Фархада в балете «Легенда о любви» Арифа Меликова.
Артист гастролирует по Европе, Америке и Азии вместе с труппой Мариинского театра. Так, в 2014 году танцор выступил в составе балетной труппы театра на сцене Центра исполнительских искусств имени Джона Кеннеди в Вашингтоне. Там он исполнил одну из главных партий в романтическом классическом балете Петра Чайковского «Лебединое озеро».

## Семья
Супруга — артистка балета Кристина Шапран.